# Język kuria
Język kuria – język z rodziny bantu, używany w Kenii i Tanzanii. W 1982 roku liczba mówiących wynosiła ok. 150 tysięcy.